# Hotin
Hotin (с англ. — «Хотин») — первый и дебютный альбом украинской рэп-группы Kalush, выпущенный 19 февраля 2021 года на лейбле Def Jam Recordings.

## Описание альбома
Все треки альбома основаны на реальных историях, а выполнены в жанре рэп. Фокус-треком стала песня «Не забуду». По словам фронтмена группы Олега Псюка (сценическое имя — Псючий Сын), этот альбом — «собственный прожитый опыт», а его общая концепция — эмпирика исполнителя. HOTIN раскрывает группу в наиболее сильной форме. Альбом назван в честь родного района Олега Псюка в городе Калуш, где прошло детство рэпера.

## Релиз
Альбом был создан в сотрудничестве с американским хип-хоп лейбломDef Jam, после выхода в ноябре 2019 года второго клипа группы «Ты гониш». Также участие в записи принимал саунд-продюсер KALUSH Иван Клименко. Работа над материалом длилась меньше года.

## Список композиций
Альбом содержит 14 композиций, 3 из них это колоборации с Alyona Alyona (Гори), DYKTOR (Дивна), PAUCHEK (Ти мала не думала).
- «Пацани бурі»
- «Не маринуй»
- «Кент»
- «Зорі»
- «Мости»
- "Типок
- «Ти гониш»
- «Хата з краю»
- «Вайб»
- «Дивна» (feat. DYKTOR)
- «Не забуду»
- «Гори» (feat. alyona alyona)
- «Порятуй»
- «Ти мала не думала» (feat. PAUCHEK)

## Награды
- 2022 — музыкальная премия «YUNA», победа песни «Зорі» в номинации «Лучшая песня»[4].
- 2022 — музыкальная премия YUNA, победа в номинации «Лучший альбом».